# Les Aventuriers du Lucky Lady
Pour plus de détails, voir Fiche technique et Distribution.
Les Aventuriers du Lucky Lady (Lucky Lady) est un film américain réalisé par Stanley Donen, sorti en 1975.

## Synopsis
En pleine prohibition, Claire, une jeune veuve, tente de reprendre les affaires de son compagnon avec la complicité de Walker. Une opération de trafic de travailleurs clandestins à la frontière mexicaine échoue lamentablement. Un américain, Kibby propose au couple une association et le trio se lance dans la contrebande d'alcool. Ils utiliseront pour ce faire un bateau voguant dans la baie de San-Francisco, le Lucky Lady. L'affaire n'est pas si simple puisqu'il faut compter avec la mafia dirigée par l'inquiétant McTeague et aussi par des gardes côtes incorruptibles. La première opération réussit, le trio dépense son argent dans un hôtel de luxe. Les relations entre les trois personnages tournent vite au ménage à trois. Mais Claire pense à son avenir, et sait qu'une fois l'argent dépensé, ils n'auront plus rien, il leur faut donc refaire une nouvelle grosse opération, mais cette fois McTeague n'est pas décidé à se laisser faire et compte bien éliminer ce trio qui le gène dans son propre trafic. On va donc vers un affrontement majeur où tous les moyens vont être bons pour éliminer l'adversaire.

## Fiche technique
- Titre : Les Aventuriers du Lucky Lady
- Titre original : Lucky Lady
- Réalisation : Stanley Donen
- Scénario : Willard Huyck, Gloria Katz
- Direction artistique : Norman Reynolds
- Décors : John Barry
- Costumes : Lilly Fenichel
- Photographie : Geoffrey Unsworth
- Montage : Peter Boita et George Hively. John C. Horger et Tom Rolf (non crédités)
- Musique : Ralph Burns
- Production : Michael Gruskoff
- Société(s) de production : Gruskoff/Venture Films
- Société(s) de distribution : (États-Unis) Twentieth Century Fox Film Corporation
- Budget : 
  - 13 000 000 $ US[1]
- Pays d'origine :  États-Unis
- Année : 1975
- Langue originale : anglais
- Format : couleur (DeLuxe) – 35 mm – 1,85:1 – mono (copies de 35 mm) / 4 pistes (copies de 70 mm)
- Genre : Comédie dramatique et historique
- Durée : 118 minutes
- Date de sortie : 
  - États-Unis : 25 décembre 1975

## Distribution
- Gene Hackman (VF : Claude Joseph) : Kibby Womack
- Liza Minnelli (VF : Arlette Thomas) : Claire
- Burt Reynolds (VF : Marc de Georgi) : Walker Ellis
- Geoffrey Lewis (VF : Pierre Trabaud) : Capt. Mosely
- John Hillerman (VF : Georges Riquier) : McTeague
- Robby Benson (VF : Pierre Jolivet) : Billy
- Michael Hordern (VF : Henri Labussière) : Capt. Rockwell
- Anthony Holland (VF : Jacques Ciron) : Mr Tully
- John McLiam (VF : Jean Violette) : Rass Huggins
- Val Avery (VF : Jacques Dynam) : Dolph
- Louis Guss (VF : Henry Djanik) : Bernie
- William Bassett (VF : Jacques Thébault) : Charley
- James Brodhead (VF : Georges Aubert) : le télégraphiste
- Suzanne Zenor (VF : Monique Thierry) : la fille blonde en compagnie de Walker
- Duncan Mc Leod (VF : Philippe Dumat) : le commissaire-priseur
- Janit Baldwin : la fille dans la voiture
- Marjorie Battles : Redhead
- Roger Cudney : l'employé de l'hotel
- Joe Estevez : le jeune américain
- Emilio Fernández : Ybarra
- Basil Hoffman : l'assistant du commissaire-priseur
- Milt Kogan : Supercargo
- Ron Masak : (voix)

## Distinction

### Nomination
- Golden Globes 1976 :
  - Meilleure actrice dans un film musical ou une comédie pour Liza Minnelli